# 绣毛青藤
绣毛青藤（学名：Illigera rhodantha var. dunniana）为莲叶桐科青藤属下的一个变种。